# NGC 6082
NGC 6082 est une entrée du New General Catalogue qui concerne un corps céleste perdu ou inexistant dans la constellation du Scorpion. Cet objet a été enregistré par l'astronome britannique John Herschel le 7 juin 1837.